# Stenochelifer indicus
Espèce
Stenochelifer indicus est une espèce de pseudoscorpions de la famille des Cheliferidae.

## Distribution
Cette espèce est endémique du Chhattisgarh en Inde. Elle se rencontre vers Kanker.

## Description
Les mâles mesurent de 2,5 à 2,7 mm.

## Étymologie
Son nom d'espèce lui a été donné en référence au lieu de sa découverte, l'Inde.

## Publication originale
- Beier, 1967 : Pseudoscorpione vom kontinentalen Südost-Asien. Pacific Insects, vol. 9, p. 341-369 (texte intégral).